# Chlorion semenowi
Chlorion semenowi là một loài côn trùng cánh màng trong họ Sphecidae, thuộc chi Chlorion. Loài này được F. Morawitz miêu tả khoa học đầu tiên năm 1890.